# Dust (gruppo musicale)
I Dust sono stati una band hard rock/heavy metal statunitense attiva nei primi anni settanta.

## Storia dei Dust
Si sono formati nel 1968 grazie a Richie Wise ed a due ragazzi, Kenny Aaronson e Marc Bell.
Il loro album di debutto omonimo è stato pubblicato dalla Performance Records nel 1971, ed è stato seguito da Hard Attack l'anno dopo.
Nonostante il gruppo abbia pubblicato solo due album, è diventato negli anni successivi un gruppo d'interesse storico per il primo genere heavy metal statunitense.

## Formazione
- Richie Wise - voce e chitarra
- Kenny Aaronson - basso
- Marc Bell - batteria

## Discografia
- 1971 - Dust
- 1972 - Hard Attack